# Crkva sv. Jurja u Bobovišćima
Crkva sv. Jurja nalazi se u Bobovišćima, općina Milna, na otoku Braču.

## Opis dobra
Župna crkva sv. Jurja u Bobovišćima podignuta je 1914. na mjestu barokne crkve iz 17. st. Jednobrodna građevina s transeptom i pačetvorinastim svetištem oblikovana je u klasicističkim neopaladijanskim oblicima. Kasnobarokni kameni zvonik s piramidom obuhvaćen je svetištem i transeptom nove crkve. Crkva je natkrivena ravnim stropom rubom kojeg teče profilirani vijenac, a zidovi artikulirani zidanim pilastrima.

## Zaštita
Pod oznakom Z-1874 zavedena je kao nepokretno kulturno dobro - pojedinačno, pravna statusa zaštićena kulturnog dobra.

## Vanjske poveznice
|  | Zajednički poslužitelj ima još gradiva o temi Crkva sv. Jurja u Bobovišćima |